# Bachtsjisaraj Khanpaleis
Het Bachtsjisaraj Khanpaleis (Oekraïens: Ханський палац у Бахчисараї Chanskyj palaz u Bachtschyssaraji, Krim-Tataars: Hansaray) is een oorspronkelijk 16e-eeuws paleis in Bachtsjisaraj. Het paleis was twee eeuwen (van 1532 tot 1738) lang het middelpunt van het politieke, spirituele en culturele leven in het Kanaat van de Krim. Het is het belangrijkste historische monument uit de periode van het kanaat en het enige voorbeeld van Krim-tataarse paleisarchitectuur. Het paleis is in 2003 door Oekraïne genomineerd om op de UNESCO-lijst te staan.

## Geschiedenis
Het paleis in 1532 gesticht als residentie van de Giray dynastie-heersers en werd in 1555 voltooid. Het toenmalige paleis had marmeren vloeren en plafonds, met houten mozaïeken, terwijl de muren in de "Zaal van de rechters" met gekleurd porselein waren bedekt.
Het complex is in 1736 door het Russische leger onder graaf Burkhard von Münnich platgebrand en in 1738 heropgebouwd. Het paleis is in 1738 en 1771 opnieuw verwoest. Het complex is in 1787 gerenoveerd voor het bezoek van Catharina II van Rusland en opnieuw in 1837 voor Nicolaas I van Rusland. Het paleis is tijdens de Krimoorlog gebruikt als hospitaal en is in 1900 voor een derde keer gerenoveerd.

### Begraafplaats van de Khans
De Begraafplaats van de Khans is in de 16e eeuw gesticht en bevindt zich binnen de muren van het paleis. De Khans, directe familieleden van de Khans en de hoge adel van het Kanaat van de Krim liggen hier begraven.

### De fontein van Bachtsjisaraj
De fontein van Bachtsjisaraj (1824) door Aleksandr Poesjkin is geïnspireerd op een fontein in het paleis.